# Suctobelbella affinis
Suctobelbella affinis är en kvalsterart som beskrevs av Hammer 1977. Suctobelbella affinis ingår i släktet Suctobelbella och familjen Suctobelbidae. Inga underarter finns listade i Catalogue of Life.